# 牛剣鋒
牛剣鋒（ぎゅう けんほう、拼音:Nǐu Jiànfēng、仮名転写:ニウ・ジェンフォン 1981年4月3日- ）は河北省保定市出身の卓球選手。世界ランク最高位は2位。

## 経歴
1997年のアジアユース選手権ジュニアの部で優勝。2001年の第46回世界卓球選手権のシングルスではベスト8に入り、USオープンでは決勝で梅村礼を破り優勝、ITTFプロツアーグランドファイナルでも2位となった。
2003年の世界卓球選手権パリ大会ではシングルスでベスト8、ダブルスで銀メダル、混合ダブルスで銅メダルを獲得した。またアジア卓球選手権で優勝、ITTFプロツアーグランドファイナルでは張怡寧を破り優勝した。
2004年4月北京市で行われたオリンピックアジア予選で1位となり、アテネオリンピックの出場権を獲得、大会前に大衆汽車からフォルクスワーゲン・ビートルの贈呈を受けるなど期待されていたが、郭躍とのダブルスで銅メダルを獲得したもののシングルスではキム・ヒャンミに敗れてベスト16に終わった。この年もプロツアーグランドファイナルで2位となっている。
2005年の第48回世界卓球選手権個人戦では郭躍に敗れベスト8に終わった。同年のアジア卓球選手権団体戦準決勝韓国戦で2敗、中国が優勝を逃す原因となった。2007年、劉志強と結婚し中国国家チームから引退することを明らかにしたが中国超級リーグではその後も活動を続けている。